# Маккелсфілд (Північна Кароліна)
Маккелсфілд (англ. Macclesfield) — місто (англ. town) в США, в окрузі Еджком штату Північна Кароліна. Населення — 413 особи (2020).

## Географія
Маккелсфілд розташований за координатами 35°45′8″ пн. ш. 77°40′11″ зх. д. / 35.75222° пн. ш. 77.66972° зх. д. (35.752290, -77.669725).  За даними Бюро перепису населення США в 2010 році місто мало площу 1,36 км², з яких 1,34 км² — суходіл та 0,02 км² — водойми.

## Демографія
Згідно з переписом 2010 року, у місті мешкала 471 особа в 218 домогосподарствах у складі 127 родин. Густота населення становила 347 осіб/км².  Було 256 помешкань (188/км²).
Расовий склад населення:
| - 78,8 % — білих - 14,0 % — чорних або афроамериканців - 1,9 % — азіатів - 2,3 % — осіб інших рас |

До двох чи більше рас належало 3,0 %. Частка іспаномовних становила 2,8 % від усіх жителів.
За віковим діапазоном населення розподілялося таким чином: 18,0 % — особи молодші 18 років, 61,2 % — особи у віці 18—64 років, 20,8 % — особи у віці 65 років та старші. Медіана віку мешканця становила 46,4 року. На 100 осіб жіночої статі у місті припадало 86,2 чоловіків;  на 100 жінок у віці від 18 років та старших — 87,4 чоловіків також старших 18 років.
Середній дохід на одне домашнє господарство  становив 38 810 доларів США (медіана — 31 620), а середній дохід на одну сім'ю — 48 566 доларів (медіана — 35 536). За межею бідності перебувало 22,6 % осіб, у тому числі 25,8 % дітей у віці до 18 років та 18,0 % осіб у віці 65 років та старших.
Цивільне працевлаштоване населення становило 208 осіб. Основні галузі зайнятості: освіта, охорона здоров'я та соціальна допомога — 27,4 %, роздрібна торгівля — 17,3 %, транспорт — 14,4 %, виробництво — 12,5 %.